# 가나이 다카시
가나이 다카시(일본어: 金井 貢史, 1990년 2월 5일 ~ )는 일본의 축구 선수이다. 현재 J3리그의 FC 류큐에서 뛰고 있다.

## 구단 경력
그는 2008년부터 2023년까지 J리그의 요코하마 F. 마리노스, 사간 도스, 제프 유나이티드 지바, 나고야 그램퍼스, 시미즈 에스펄스, 방포레 고후, FC 류큐에서 활동하였다.

## 국가대표팀 경력
그는 2007년 FIFA U-17 월드컵에 참가할 일본 U-17 국가대표팀에 발탁되었으며, 3경기에 출전했다.